# Torneo olímpico juvenil de fútbol femenino Nankín 2014
El torneo de fútbol femenino fue una disciplina deportiva en los II Juegos Olímpicos de la Juventud de Nankín 2014 que se llevó a cabo entre el 14 y el 26 de agosto de 2014.

## Equipos participantes
Los participantes fueron 6, uno por confederación, y de acuerdo con el reglamento de los Juegos Olímpicos de la Juventud, las selecciones participantes fueron sub-15, es decir, jugadores entre 14 y 15 años.
Todas las confederaciones fueron representadas como mínimo por un país; China como país local, decidió participar en este torneo, quedando excluida de la competición masculina.
En cursiva, los debutantes:
| Confederación                            | Equipo             | Vía de clasificación                                        | Día de clasificación     |
| ---------------------------------------- | ------------------ | ----------------------------------------------------------- | ------------------------ |
| UEFA (Europa)                            | Eslovaquia         | Campeón del Campeonato Clasificatorio Femenino de la UEFA   | 16 de octubre de 2013    |
| Conmebol (Sudamérica)                    | Venezuela          | Campeón del Campeonato Sudamericano Femenino Sub-17 de 2013 | 29 de septiembre de 2013 |
| Concacaf (Norte, Centroamérica y Caribe) | México             | Invitación, elegida por la CONCACAF                         | 4 de octubre de 2013     |
| AFC (Asia)                               | China              | País local                                                  |                          |
| CAF (África)                             | Namibia            | Invitación, elegida por la CAF.                             | 20 de noviembre de 2012  |
| OFC (Oceanía)                            | Papúa Nueva Guinea | Invitado, elegida por la OFC                                | 4 de octubre de 2013     |

## Listado de árbitras
Un total de 6 árbitras, 12 árbitras asistentes fueron designados por la FIFA para el torneo.
| Confederación | Árbitros            | Árbitros asistentes                    |
| ------------- | ------------------- | -------------------------------------- |
| AFC           | He Jin              | Cui Yongmei Ensieh Khabaz              |
| CAF           | Gladys Lengwe       | Emmanuella Aglago Bernadettar Kwimbira |
| CONCACAF      | Christina Unkel     | Princess Brown Wendy Fisher            |
| CONMEBOL      | Marilin Miranda     | Liliana Bejarano Loreto Toloza         |
| OFC           | Anna-Marie Keighley | Nadia Browning Lata Kaumatule          |
| UEFA          | Morag Pirie         | Petruta Iugulescu Manuela Nicolosi     |

## Primera fase

### Grupo A
| Pos | Equipo             | PJ | PG | PE | PP | GF | GC | DG  | PTS |
| --- | ------------------ | -- | -- | -- | -- | -- | -- | --- | --- |
| 1   | Venezuela          | 2  | 2  | 0  | 0  | 13 | 2  | +11 | 6   |
| 2   | Eslovaquia         | 2  | 1  | 0  | 1  | 6  | 6  | 0   | 3   |
| 3   | Papúa Nueva Guinea | 2  | 0  | 0  | 2  | 0  | 11 | -11 | 0   |

| 14 de agosto de 2014, 18:00 | Papúa Nueva Guinea | 0:7 (0:2) | Venezuela | Estadio de Wutaishan, Nankín                  |                                               |
|                             |                    | Reporte   | Deyna Castellanos 19' 40' 49' (pen.) 69' · Hilary Vergara 47' · Nathalie Pasquel 61' · Greisbell Márquez 80+2' | Asistencia: 4323 espectadores Árbitra: Jin He | Asistencia: 4323 espectadores Árbitra: Jin He |

| 17 de agosto de 2014, 18:00 | Venezuela                                                                    | 6:2 (3:1) | Eslovaquia                | Estadio de Wutaishan, Nankín                           |                                                        |
|                             | Deyna Castellanos 10' 13' 33' · Natalie Pasquel 45' 72' · Yuleisi Rivero 61' | Reporte   | 40' 58' Martina Surnovska | Asistencia: 4503 espectadores Árbitra: Christina Unkel | Asistencia: 4503 espectadores Árbitra: Christina Unkel |

| 20 de agosto de 2014, 18:00 | Eslovaquia                                                         | 4:0 (2:0) | Papúa Nueva Guinea | Estadio de Wutaishan, Nankín                         |                                                      |
|                             | Laura Sucha 11' · Martina Surnovska 35' 54' · Veronika Jancova 68' | Reporte   |                    | Asistencia: 4350 espectadores Árbitra: Gladys Lengwe | Asistencia: 4350 espectadores Árbitra: Gladys Lengwe |

### Grupo B
| Pos | Equipo  | PJ | PG | PE | PP | GF | GC | DG  | PTS |
| --- | ------- | -- | -- | -- | -- | -- | -- | --- | --- |
| 1   | China   | 2  | 2  | 0  | 0  | 12 | 0  | +12 | 6   |
| 2   | México  | 2  | 1  | 0  | 1  | 9  | 2  | +7  | 3   |
| 3   | Namibia | 2  | 0  | 0  | 2  | 0  | 19 | –19 | 0   |

| 14 de agosto de 2014, 20:45 | China                        | 2:0 (2:0) | México | Estadio de Wutaishan, Nankín                       |                                                    |
|                             | Yujie Zhao 10' · Kun Jin 35' | Reporte   |        | Asistencia: 4323 espectadores Árbitra: Morag Pirie | Asistencia: 4323 espectadores Árbitra: Morag Pirie |

| 17 de agosto de 2014, 20:45 | México | 9:0 (3:0) | Namibia | Estadio de Wutaishan, Nankín                           |                                                        |
|                             | Montserrat Hernández 19' 59' · Daniela García 21' 44' · Alejandra Zaragoza 30' 55' 76' · Dayana Cazares 72' · María Acedo 79' | Reporte   |         | Asistencia: 4503 espectadores Árbitra: Marilin Miranda | Asistencia: 4503 espectadores Árbitra: Marilin Miranda |

| 20 de agosto de 2014, 20:45 | Namibia | 0:10 (0:5) | China | Estadio de Wutaishan, Nankín                               |                                                            |
|                             |         | Reporte    | 9' Wenting Wan · 13' 62' Jiayun Zhang · 19' 24' 30' 45' Xiaolan Ma · 43' Kun Jin · 54' Yanwen Wang · 66' Jie Fang | Asistencia: 4350 espectadores Árbitra: Anna-Marie Keighley | Asistencia: 4350 espectadores Árbitra: Anna-Marie Keighley |

## Segunda fase
|  | Semifinales | Semifinales |   |        | Final      | Final |  |
|  |             |             |   |        |            |       |  |
|  |             |             |   |        |            |       |  |
|  |             |             |   |        |            |       |  |
|  | Venezuela   | 1 (4)       |   |        |            |       |  |
|  | México      | 1 (3)       |   |        |            |       |  |
|  |             |             |   |        |            |       |  |
|  |             |             |   |        |            |       |  |
|  |             |             |   |        | Venezuela  | 0     |  |
|  |             | China       | 5 |        |            |       |  |
|  |             |             |   |        |            |       |  |
|  |             |             |   |        |            |       |  |
|  |             |             |   |        | 3.º puesto |       |  |
|  |             |             |   |        |            |       |  |
|  | China       | 0 (4)       |   | México | 3          |       |  |
|  | Eslovaquia  | 0 (2)       |   |        | Eslovaquia | 1     |  |

### Semifinales
| 24 de agosto de 2014, 18:00 | Venezuela                                                                                  | 1:1 (1:1) (4:3 p.)         | México                                                                                      | Estadio de Wutaishan, Nankín                       |                                                    |
|                             | Argelis Campos 2'                                                                          | Reporte                    | 8' Dayana Cazeres                                                                           | Asistencia: 4690 espectadores Árbitra: Morag Pirie | Asistencia: 4690 espectadores Árbitra: Morag Pirie |
|                             |                                                                                            | Tiros desde el punto penal |                                                                                             |                                                    |                                                    |
|                             | Olimar Castillo · Nathalie Pasquel · Sandra Luzardo · Deyna Castellanos · Nayluisa Cáceres |                            | Kimberly Rodríguez · Vanessa González · María Maldonado · Daniela García · Dorian Hernández |                                                    |                                                    |

| 24 de agosto de 2014, 20:45 | China                                             | 0:0 (0:0) (4:2 p.)         | Eslovaquia                                                                 | Estadio de Wutaishan, Nankín                           |                                                        |
|                             |                                                   | Reporte                    |                                                                            | Asistencia: 4690 espectadores Árbitra: Marilin Miranda | Asistencia: 4690 espectadores Árbitra: Marilin Miranda |
|                             |                                                   | Tiros desde el punto penal |                                                                            |                                                        |                                                        |
|                             | Yujie Zhao · Xiaolan Ma · Jiayun Zhang · Jie Fang |                            | Martina Surnoska · Tamara Gmitterova · Maria Mikolajova · Veronika Jankova |                                                        |                                                        |

### Partido por el 5.º Lugar
| 25 de agosto de 2014, 18:00 | Papúa Nueva Guinea                    | 3:2 (3:2) | Namibia                               | Jiangning Sports Center, Nankín                |                                                |
|                             | Belinda Giada 1' 29' · Marity Sep 34' | Reporte   | 16' Ignacia Haoses · 41' Ivone Kooper | Asistencia: 8102 espectadores Árbitra: He Jing | Asistencia: 8102 espectadores Árbitra: He Jing |

### Tercer lugar
| 26 de agosto de 2014, 18:00 | México                                                                       | 3:1 (2:0) | Eslovaquia                | Estadio de Wutaishan, Nankín                                 |                                                              |
|                             | Andrea Herbrikova 10' (a.g.) · Montserrat Hernández 15' · Daniela Garcia 79' | Reporte   | 43' (a.g.) Diana Anguiano | Asistencia: 11 678 espectadores Árbitra: Anna-Marie Keighley | Asistencia: 11 678 espectadores Árbitra: Anna-Marie Keighley |

### Final
| 26 de agosto de 2014, 20:45 | Venezuela | 0:5 (0:3) | China                                                                             | Estadio de Wutaishan, Nankín                           |                                                        |
|                             |           | Reporte   | 10' Wan Wenting · 19' Xie Qiwen · 34' Ma Xiaolan · 45' Zhang Jiayun · 80+1' Wu Xi | Asistencia: 11 678 espectadores Árbitra: Gladys Lengwe | Asistencia: 11 678 espectadores Árbitra: Gladys Lengwe |

| Medalla de oro                        |
| Bandera de la República Popular China |
| Campeón China 1.er título             |

## Goleadoras
| Jugadora | Jugadora            | Goles |
| -------- | ------------------- | ----- |
| 1        | Deyna Castellanos   | 7     |
| 2        | Ma Xiolan           | 4     |
| 2        | Martina Surnouska   | 4     |
| 2        | Dayana Cazares      | 4     |
| 3        | Nathalie Pasquel    | 3     |
| 3        | Alejandra Zaragoza  | 3     |
| 4        | Monserrat Hernández | 2     |
| 4        | Daniela García      | 2     |
| 4        | Kun Jin             | 2     |
| 4        | Zhang Jiayun        | 2     |
| 4        | Bellinda Giada      | 2     |
| 5        | Hilary Vergara      | 1     |
| 5        | Greisbell Márquez   | 1     |
| 5        | Yuleisi Rivero      | 1     |
| 5        | Argelis Campos      | 1     |
| 5        | Laura Sucha         | 1     |
| 5        | Veronika Jancova    | 1     |
| 5        | Wenting Wan         | 1     |
| 5        | Jie Fang            | 1     |
| 5        | Yanwen Wang         | 1     |
| 5        | Marity Sep          | 1     |
| 5        | Ignacia Haoses      | 1     |
| 5        | Ivone Kooper        | 1     |